# Resago
Resago es un cono de cenizas inactivo cuya parte superior termina con dos cráteres, ubicados en la Región del Maule, parte central de Chile, cerca de la frontera con Argentina. Los únicos signos de actividad del Holoceno son dos coladas de lava de andesita basáltica, de 3 km de longitud, ubicados en el lado noroeste del volcán.